# Kahaono wallacei
Kahaono wallacei är en insektsart som beskrevs av Evans 1966. Kahaono wallacei ingår i släktet Kahaono och familjen dvärgstritar. Inga underarter finns listade i Catalogue of Life.